# 2 Blues for Cecil
2 Blues for Cecil ist ein Jazzalbum von Andrew Cyrille, William Parker und Enrico Rava. Die im Februar 2021 in den Studios Ferber in Paris entstandenen Aufnahmen erschienen am 21. Januar 2022 auf TUM Records.

## Hintergrund
Andrew Cyrille, William Parker und Enrico Rava traten erstmals 2016 zu Ehren von Cecil Taylor auf, wobei der Pianist dabei als Subjekt einer Ausstellung/eines Programms unter der Überschrift „Open Plan: Cecil Taylor“ im Whitney Museum of American Art beteiligt war. Knapp zwei Monate nach einem Konzert des Trios an Silvester 2020 im Rahmen des Festivals Sons d’hiver kamen die drei Musiker im Studio zusammen, um 2 Blues for Cecil einzuspielen. Es war das erste Mal, dass dieses Trio zusammen aufgenommen hat.
Seit Cecil Taylors Tod im Jahr 2018 ist eine Reihe von vielseitigen Tribut-Alben an den Pianisten erschienen, notierte Karl Ackermann; hervorhebenswert seien Six Encomiums for Cecil Taylor (Tzadik, 2018) vom Winged Serpents-Kollektiv, zu dem die Pianisten Craig Taborn, Kris Davis und Aruán Ortiz gehörten. Bei der Hommage 2 Blues for Cecil wirkte jedoch kein Pianist mit, da Schlagzeuger Andrew Cyrille, Bassist William Parker und Trompeter/Flügelhornist Enrico Rava beabsichtigten, ihre Musik im Geiste der Free-Jazz-Legende zu spielen. Alle drei Improvisatoren verbrachten wichtige Strecken ihrer Karriere damit, mit Cecil Taylor zu spielen, wenn auch zu unterschiedlichen Zeiten.

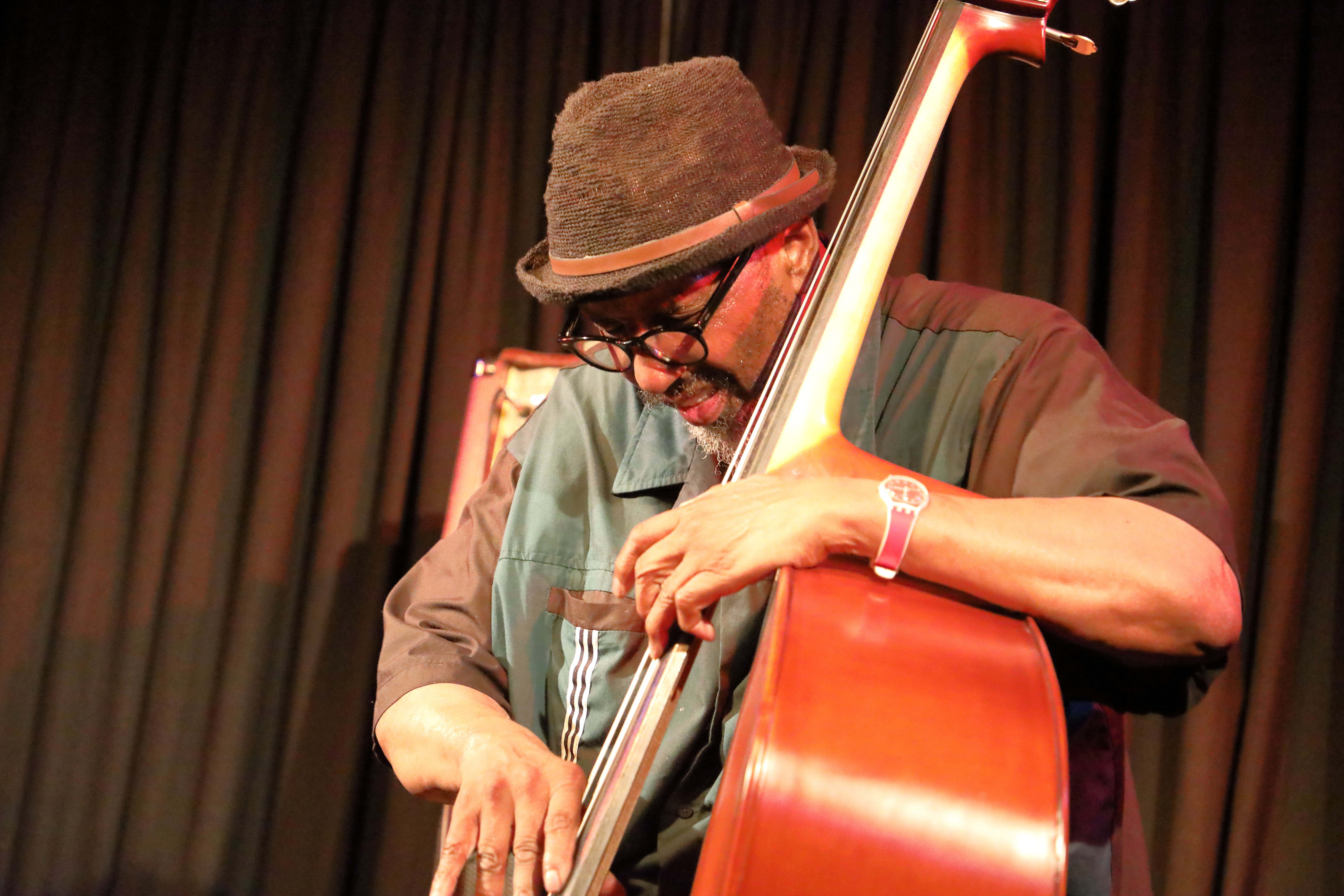
William Parker bei einem Auftritt mit Hamid Drake und John Dikeman im Club W71 Weikersheim 2019

Von den zehn Titeln sind fünf Eigenkompositionen und einer der Standard „My Funny Valentine“. Die vier verbleibenden Stücke sind kollektiv komponierte Improvisationen, die längere Laufzeiten aufweisen. Den Titel „Ballerina“ schrieb Rava für sein Album Quattre; bei „Top, Bottom, and What’s in the Middle“ setzte Cyrille aus. Cyrille komponierte „Enrava Melody“ mit Blick auf den Flügelhornisten und spielte es im Duo mit Rava, während Parker aussetzte. „Overboard“ von Rava wurde ursprünglich als Duo-Stück mit einem Pianisten komponiert und ist inspiriert von der Musik Ornette Colemans. „Machu Picchu“ von Parker als Komposition ist im Wesentlichen eine Basslinie; Parker nahm „Machu Picchu“ bereits 1997 auf seinem Solo-Bassalbum „Lifting the Sanctions“ auf. Die einzige Fremdkomposition ist der Standard „My Funny Valentine“, mit nur drei Minuten vielleicht die kürzeste Aufnahme dieses oft gecoverten Stücks.

## Titelliste
- Andrew Cyrille, William Parker und Enrico Rava : 2 Blues for Cecil (TUM Records TUM CD 059)[4]

1. Improvisation No. 1 (Cyrille, Rava, Parker) 10:55
2. Ballerina (Enrico Rava) 6:32
3. Blues for Cecil No. 1 (Cyrille, Rava, Parker) 10:09
4. Improvisation No. 2 (Cyrille, Rava, Parker) 6:28
5. Top, Bottom and What’s in the Middle (Andrew Cyrille) 7:18
6. Blues for Cecil No. 2 (Cyrille, Rava, Parker) 8:42
7. Enrava Melody (Andrew Cyrille) 5:32
8. Overboard (Enrico Rava) 5:49
9. Machu Picchu (William Parker) 5:40
10. My Funny Valentine (Lorenz Hart, Richard Rodgers) 3:10

## Rezeption

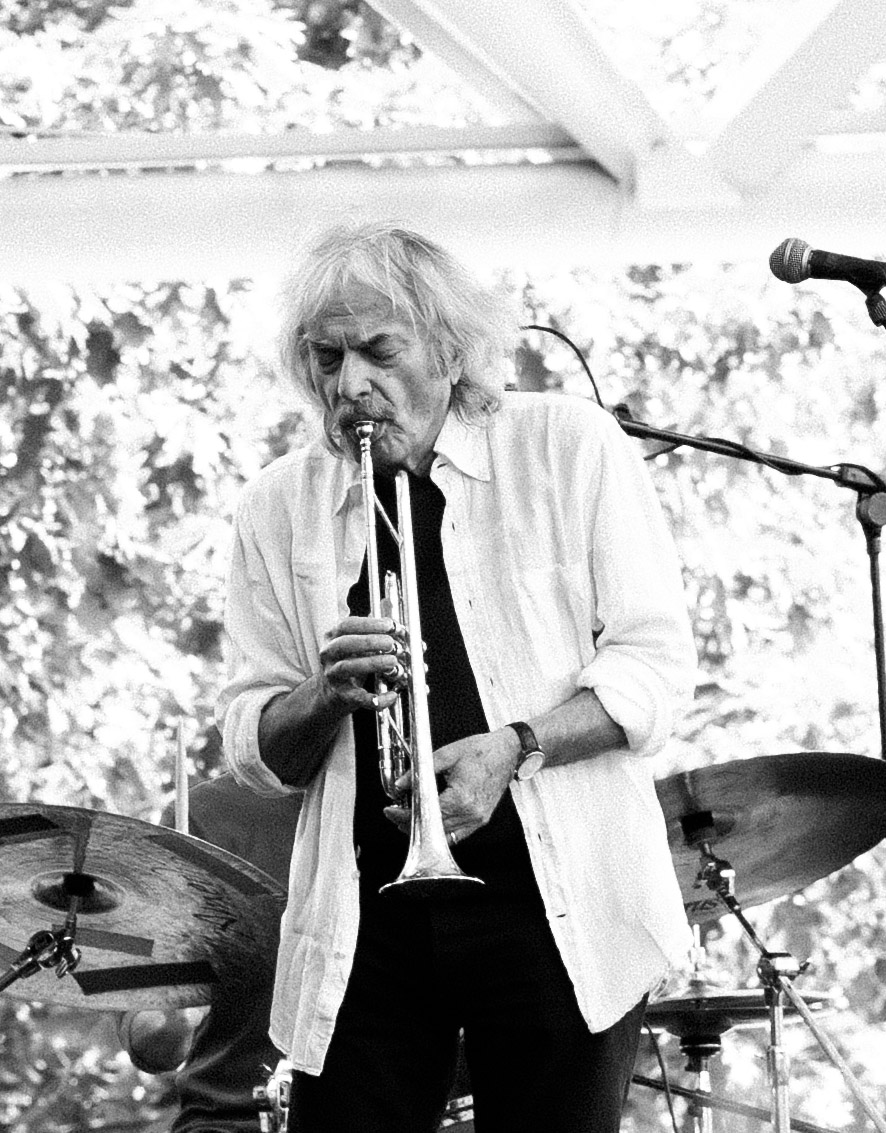
Enrico Rava bei einem Auftritt in Paris 2012

Nate Chinen meinte in Take Five bei WBGO, Cecil Taylor werde oft als eine Welt für sich in Erinnerung gerufen, aber die Szene der Creative Music sei übersät mit aktiven Schwergewichten, die sich an seiner Seite entwickelt haben. Dazu gehöre auch das All-Star-Personal auf 2 Blues for Cecil, einem faszinierenden Album, und ihr Ansatz mit dieser vermeintlichen Hommage gerate weniger zu einer Nachahmung denn als Anerkennung [seiner Leistungen]. Sie würden vielmehr einen gemeinsamen Markstein ehren, indem sie ganz sie selbst seien. Das Album enthalte Blues-Nummern und Balladen, insbesondere einen Rubato-Spaziergang durch „My Funny Valentine“ – und eine stürmische Interpretation von „Ballerina“, ein Stück, das Rava vor mehr als 30 Jahren komponiert hat. Beeindruckend sei, wie diese Musiker durch die Melodie sprudeln, und die Cecil-Taylor-Verbindung sollte klar erkennbar sein.
Nach Ansicht von Karl Ackermann, der das Album in All About Jazz rezensierte, sei es angesichts der oft frenetischen und geheimnisvollen Natur von Taylors Werk eine gute Entscheidung, ohne direkte Nachahmung Cecil Taylors zu huldigen. Trotz all ihrer kollektiven Erfahrungen und Einflüsse würden Cyrille, Parker und Rava keiner besonderen Inspiration vertrauen; ihre Berufung auf Taylor sei einfach eine Akklamation des beispiellosen Geistes seiner Kreativität. Ihre Beschwörung von Taylors Essenz würden sie auf verblüffende Weise leisten, ohne so weit ins Unbekannte vorzudringen, wie Taylor es wahrscheinlich gewagt hätte. 2 Blues for Cecil biete „eine metaphorische Ruhe inmitten des Sturms, der den Pianisten verkörperte“.
Die Verwendung der Prinzipien des Raums und des Begriffs „Singen“ – sich nicht direkt auf Tonhöhe, Dynamik oder Rhythmus zu konzentrieren, sondern diese Dimensionen zusammen mit Ton, Textur und Geist zu einem Energiefluss zu verschmelzen, sei die Essenz des Ansatzes dieses Trios, schrieb Jim Hynes im Glide Magazine. Das hätten sie von Taylor gelernt und darin würden einige beeindruckende Darbietungen liegen, und auch einige wirklich schöne Momente.
Reinhard Köchl (Jazz thing) zufolge dominiert auf 2 Blues for Cecil „der Geist der kollektiven Individualität, einer immer rarer werdenden Spiel- und Geisteshaltung“. Die drei Musiker bündelten alle ihre Erfahrungen in ihrem Spiel. „Offen bis in die Haarspitzen, nie langweilig, authentisch, kompromisslos und doch versöhnlich. Wie ihr Mentor lassen sie sich nicht durch das konventionelle Wertsystem der Musik einschränken.“
John Garratt (Pop Matters) fand, 2 Blues for Cecil sei eine merkwürdige Hommage. Zum einen gebe es kein Klavier, zum anderen klinge es überhaupt nicht nach Cecil Taylors Musik. Während Taylor seine ganze Energie darauf verwenden würde, seine Band und seine Zuhörer mit schnell verwirrenden Passagen herauszufordern, die wahrscheinlich alle 12 Töne der westlichen Tonleiter verwenden, gehe es dieses Trio langsam an. Und ja, ein paar Mal spielen sie sogar Blues.